# Danny Worsnop
Daniel Robert Worsnop (Beverley, 4 settembre 1990) è un cantante e musicista britannico, noto per essere il frontman degli Asking Alexandria e del supergruppo We Are Harlot.

## Carriera

### Asking Alexandria

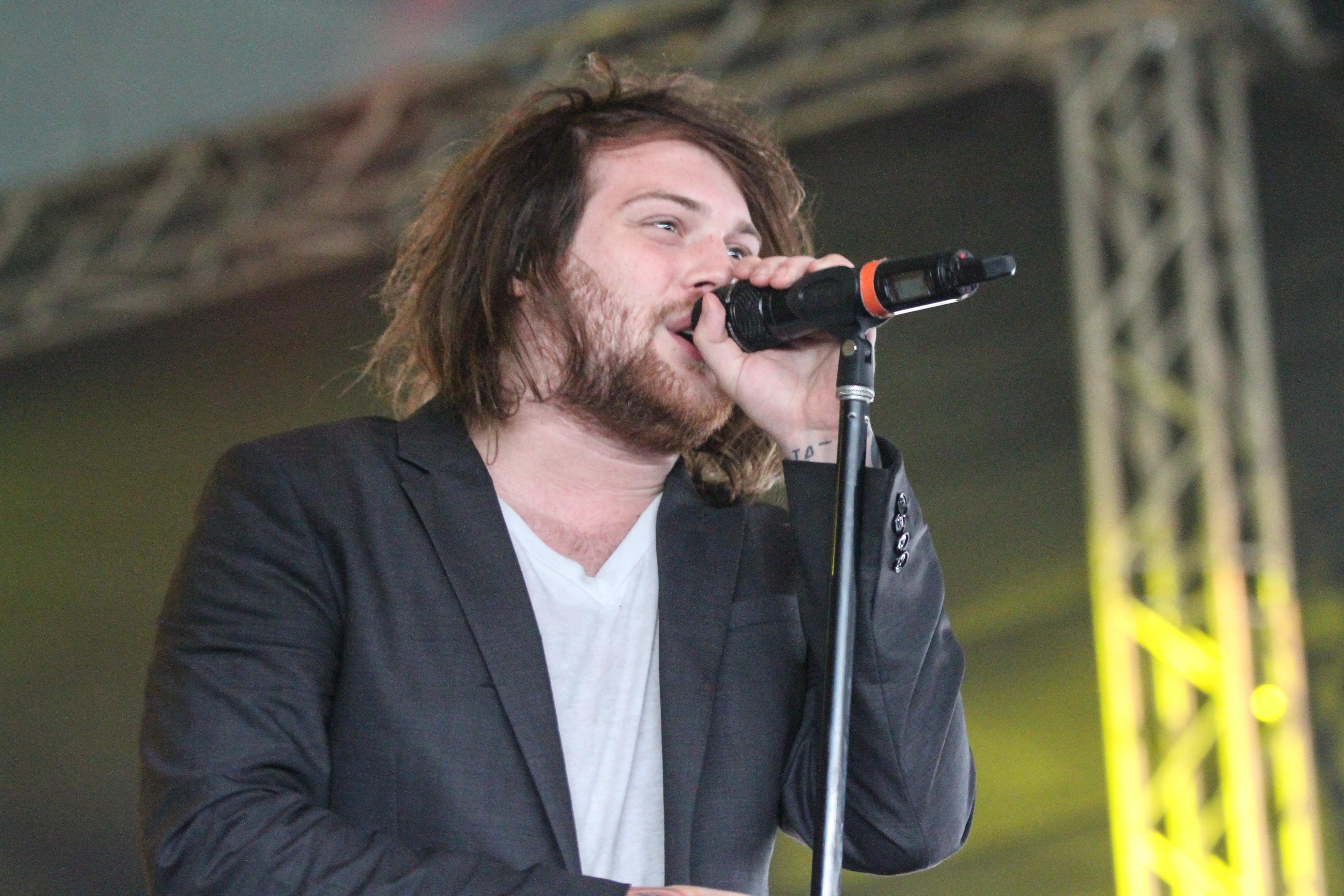
Worsnop con gli Asking Alexandria al With Full Force Festival 2013

Cresciuto nello Yorkshire, incontra a Nottingham il chitarrista Ben Bruce, appena rientrato in patria da Dubai per cercare fortuna con il suo gruppo Asking Alexandria, ormai svuotata dei suoi componenti originari. Riformato quindi il gruppo, nel 2009 è stato pubblicato dalla Sumerian Records l'album di debutto Stand Up and Scream, fortemente caratterizzato da sonorità metalcore, seguito da Reckless & Relentless (2011) e From Death to Destiny (2013). In questi lavori Worsnop fa largo uso della voce death attraverso le tecniche dello scream e del growl, sebbene nel terzo appaiono più spesso passaggi melodici.
Il 23 gennaio 2015 Danny Worsnop ha annunciato attraverso Twitter di aver lasciato gli Asking Alexandria perché «cosciente di volere il meglio per il gruppo e che per questo di non poter più cantare con loro», rivelando di voler concentrare i propri impegni nei We Are Harlot. Il comunicato è stato seguito da una dichiarazione di Bruce attraverso la pagina Facebook degli Asking Alexandria, nel quale ha confermato l'uscita di Worsnop in quanto «intenzionato ad inseguire altri interessi musicali». Il cantante è stato rimpiazzato dall'ucraino Denis Stoff.
Il 20 ottobre 2016 è stato rivelato che Stoff è stato allontanato dal gruppo a causa dell'impossibilità dei restanti componenti di contattarlo nei due mesi precedenti e pertanto Worsnop è rientrato nella band dopo poco più di un anno e mezzo dalla sua dipartita; con il cantante gli Asking Alexandria hanno realizzato il quinto album omonimo, uscito il 15 dicembre 2017.

### We Are Harlot e carriera solista

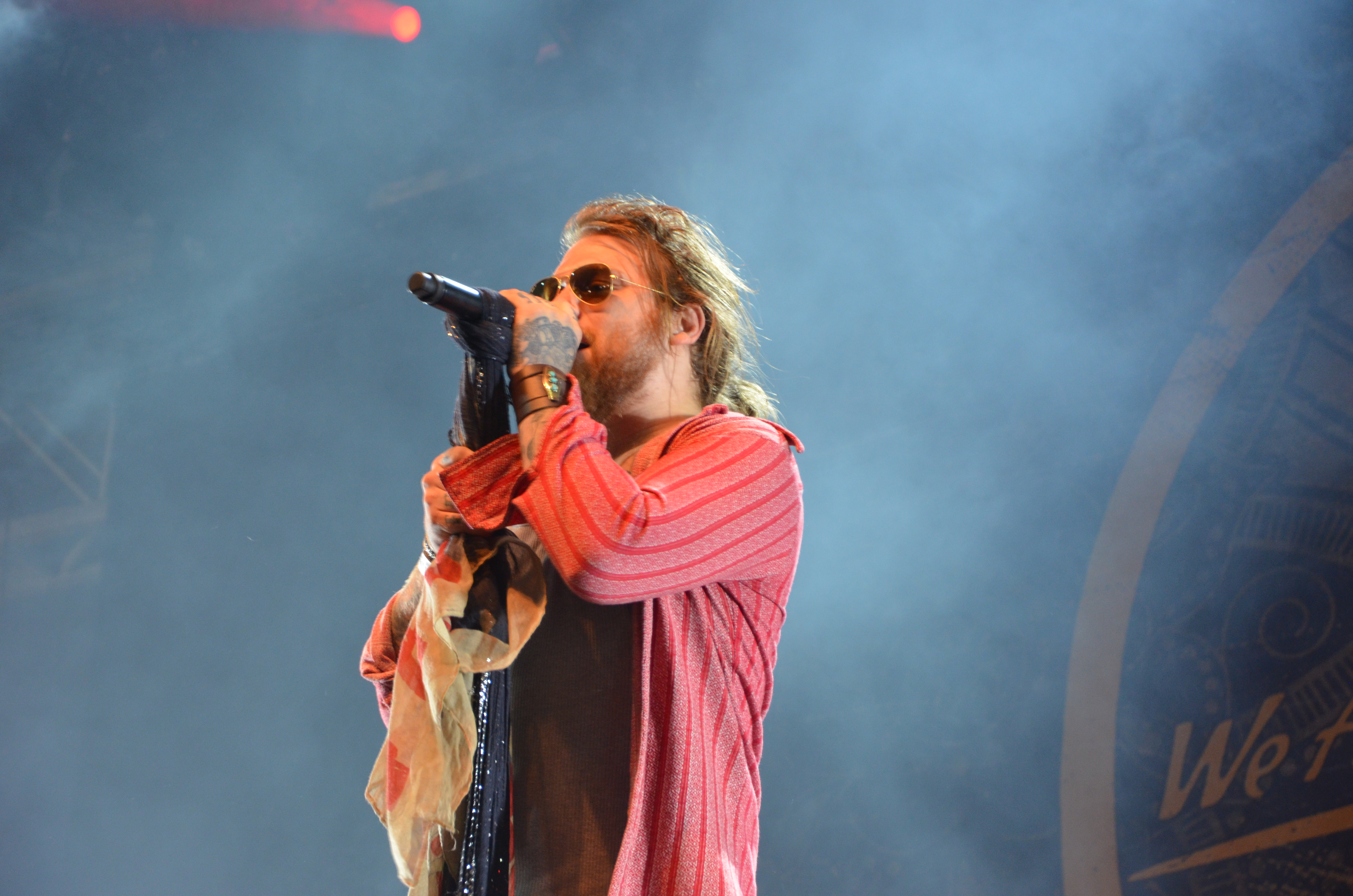
Worsnop con i We are Harlot al Rock am Ring 2015

Il 30 marzo 2015 è stato pubblicato dalla Roadrunner Records l'album di debutto dei We Are Harlot, dal titolo omonimo. Le origini del gruppo risalgono al 2011 a Los Angeles, quando Worsnop ha avuto i primi contatti con il chitarrista Jeff George e successivamente con il batterista Bruno Agra. L'album, caratterizzato da suono meno heavy, segna l'inizio di un nuovo capitolo nella carriera del cantante, il quale aveva già dichiarato di aver perso interesse nel cantare e comporre canzoni in stile metalcore.
In seguito alla pubblicazione dell'album, il gruppo ha visto il proprio debutto internazionale presso il Sonisphere Festival tenuto a Milano il 2 giugno 2015, evento al quale hanno partecipato Hawk Eyes, Three Days Grace, Gojira, Meshuggah, Faith No More e Metallica.
Il 1º aprile 2016 Worsnop ha diffuso il video musicale del brano I Got Bones, volto ad anticipare il suo album di debutto dal titolo provvisorio The Prozac Sessions, successivamente rinominato The Long Road Home e distribuito il 17 febbraio 2017.

## Discografia

### Da solista
- 2017 – The Long Road Home
- 2019 – Shades of Blue

### Con gli Asking Alexandria
- 2009 – Stand Up and Scream
- 2011 – Reckless & Relentless
- 2011 – Stepped Up and Scratched (remix)
- 2013 – From Death to Destiny
- 2017 – Asking Alexandria
- 2020 – Like a House on Fire
- 2021 – See What's on the Inside
- 2023 – Where Do We Go from Here?

### Con i We Are Harlot
- 2015 – We Are Harlot